# Haacht (Brauerei)

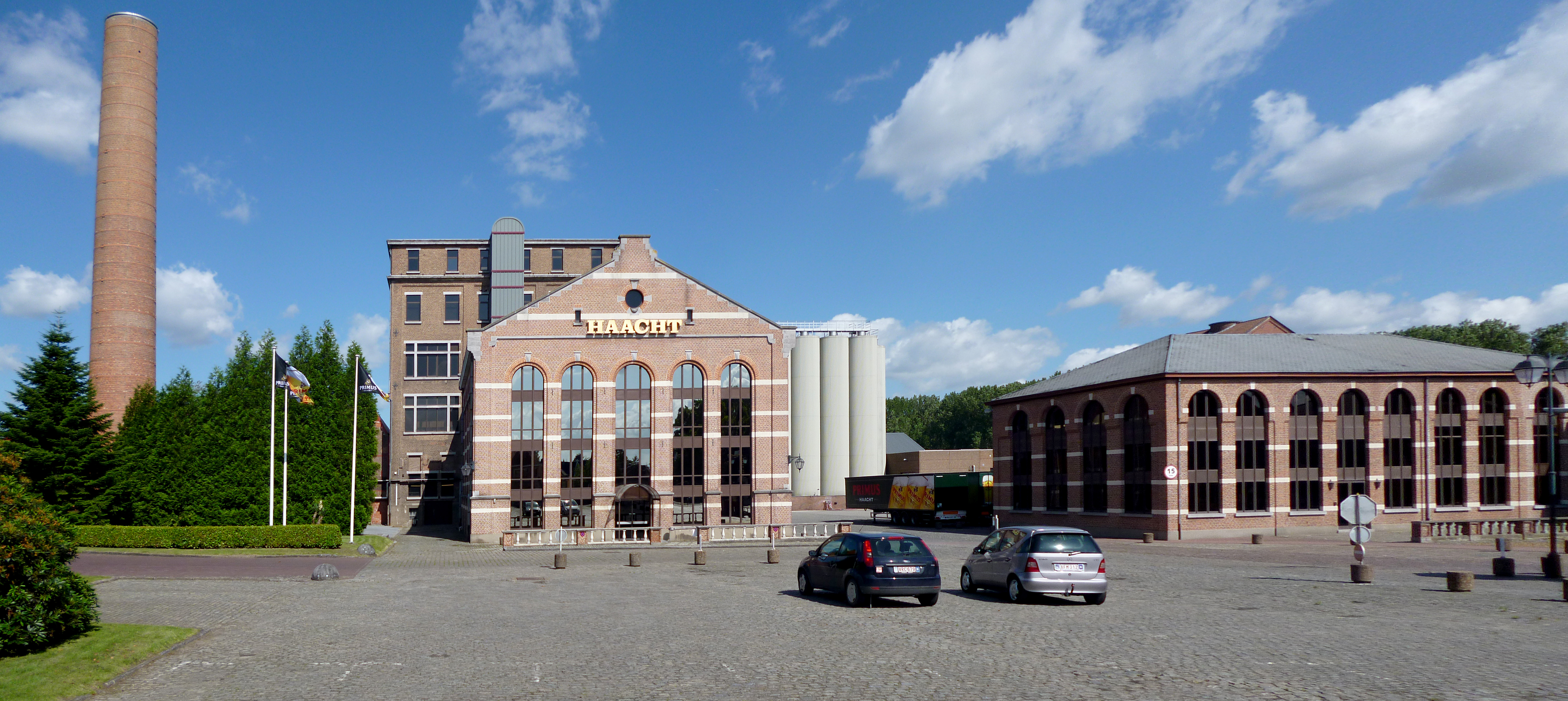
Haacht (2012)

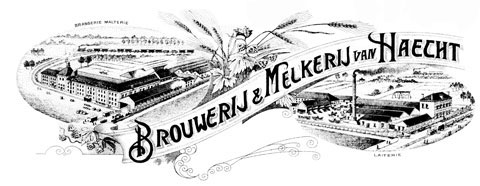
Historisches Firmenlogo

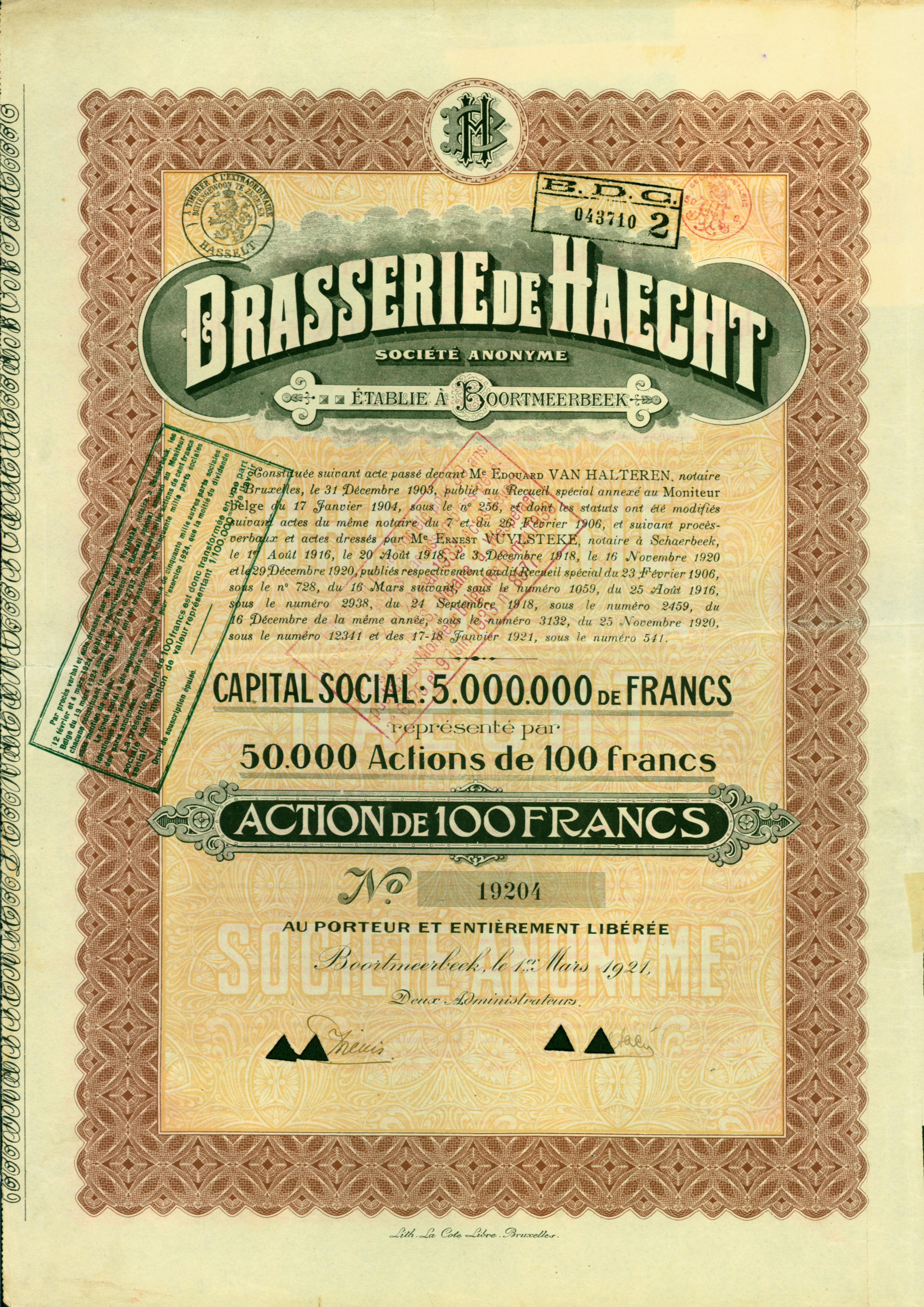
Aktie über 100 Francs der Brasserie de Haecht vom 1. März 1921

Haacht ist eine familiär geführte belgische Brauerei in der flämisch-brabantschen Stadt Boortmeerbeek. Sie wurde 1898 als Brauerei und Molkerei Haecht gegründet. 1929 endete die Milchproduktion; seither wird nur noch Bier in unterschiedlichen Sorten gebraut.

## Übernahme von Brauereien
Die nachstehenden nationalen und internationalen Brauereien wurden durch die Brauerei Haacht übernommen:
Bavaro-Belge (Brüssel), Brasserie Vigenis (Lüttich), Brasserie Centrale de Péruwelz, Brasserie de Marchienne, Brasserie Centrale de Wasmes, Grote Brouwerijen Atlas (Anderlecht), Brasserie de l'Aigle (Doornik), Brouwerij Lust (Kortrijk), Brasserie de la Bassée (Frankreich), Brouwerij Tielemans (Aarschot), Brasserie Fréteur (Lomme, Frankreich), Brouwerij Excelsior (Gent), Brasserie le Coq Hardi (Rijsel, Frankreich), Brouwerij Roberg (Ypern), Brouwerij De Gomme, Brouwerij Cerkel (Diest), Brouwerij 't Hamerken (Brügge), Eupener Bierbrauerei (Eupen), Brauerei De Leeuw (Valkenburg aan de Geul).
Anfang November 2016 übernahm Haacht die kanadische Brauerei Microbrasserie de l'Île d'Orléans.

## Biermarken

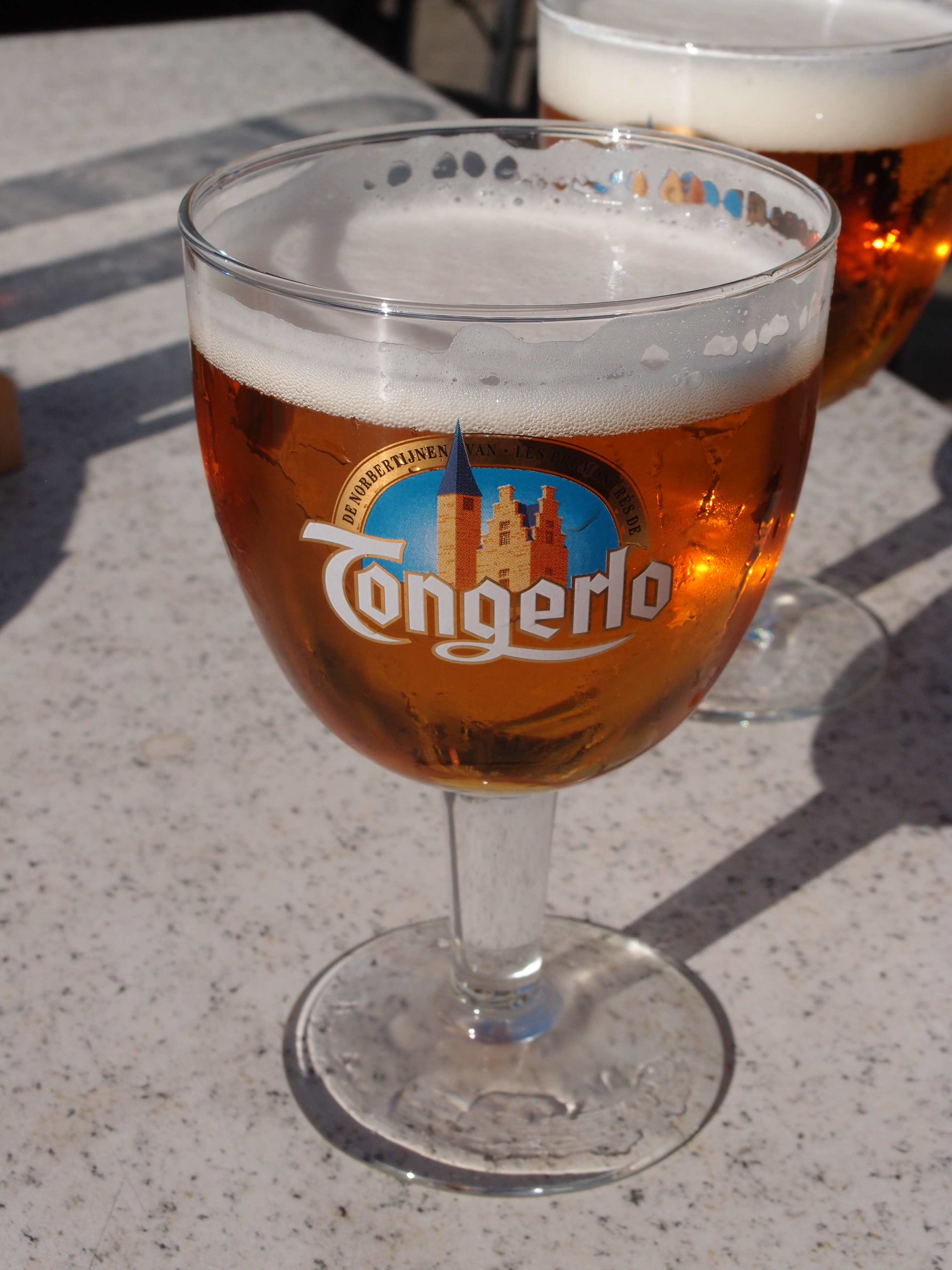
Tongerlo Blond vom Fass

- Bavaro (3,5 %)
- Blonde (1,2 %)
- CaraPils (4,9 %)
- Eupener Bier (5,1 %)
- Export 8 (4,7 %)
- Gildenbier (7 %)
- Keizer Karel Goud Blond (8,5 %)
- Keizer Karel Robijn Rood (8,5 %)
- Maltosa (1,2 %)
- Mill's Scotch Ale (7 %)
- Mystic Krieken (3,5 %)
- Mystic Limoen (3,8 %)
- Mystic Perzik (3,7 %)
- Ommegang Keizer Karel (8 %)
- Primus (5,2 %)
- Prior Tongerlo (9 %)
- Speciale 1900 (5 %)
- Star (0,4 %)
- Tongerlo Blond (6 %)
- Tongerlo Bruin (6,5 %)
- Tongerlo Christmas (7 %)
- WHITE by Mystic (5,1 %)

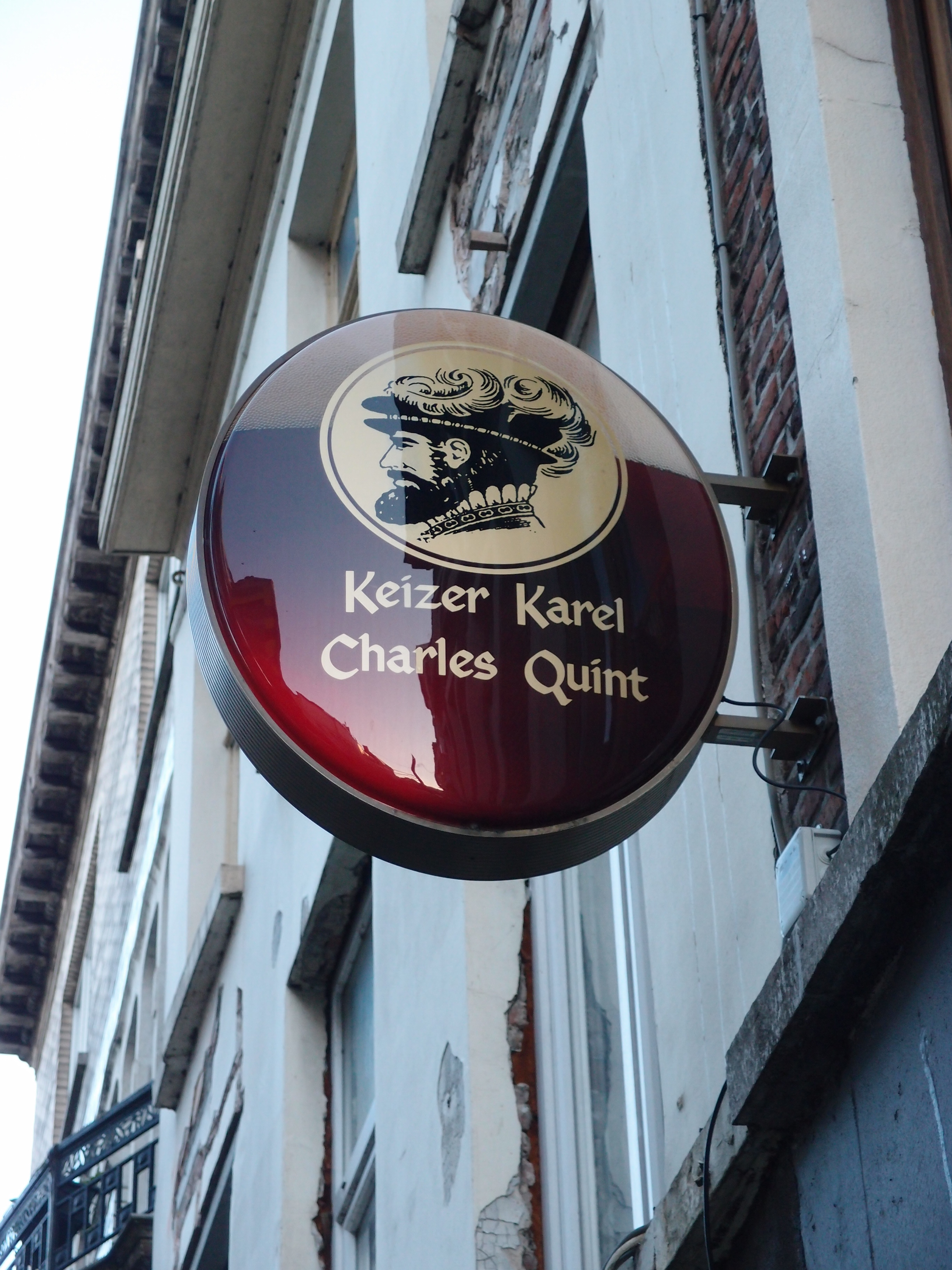
Leuchtreklame
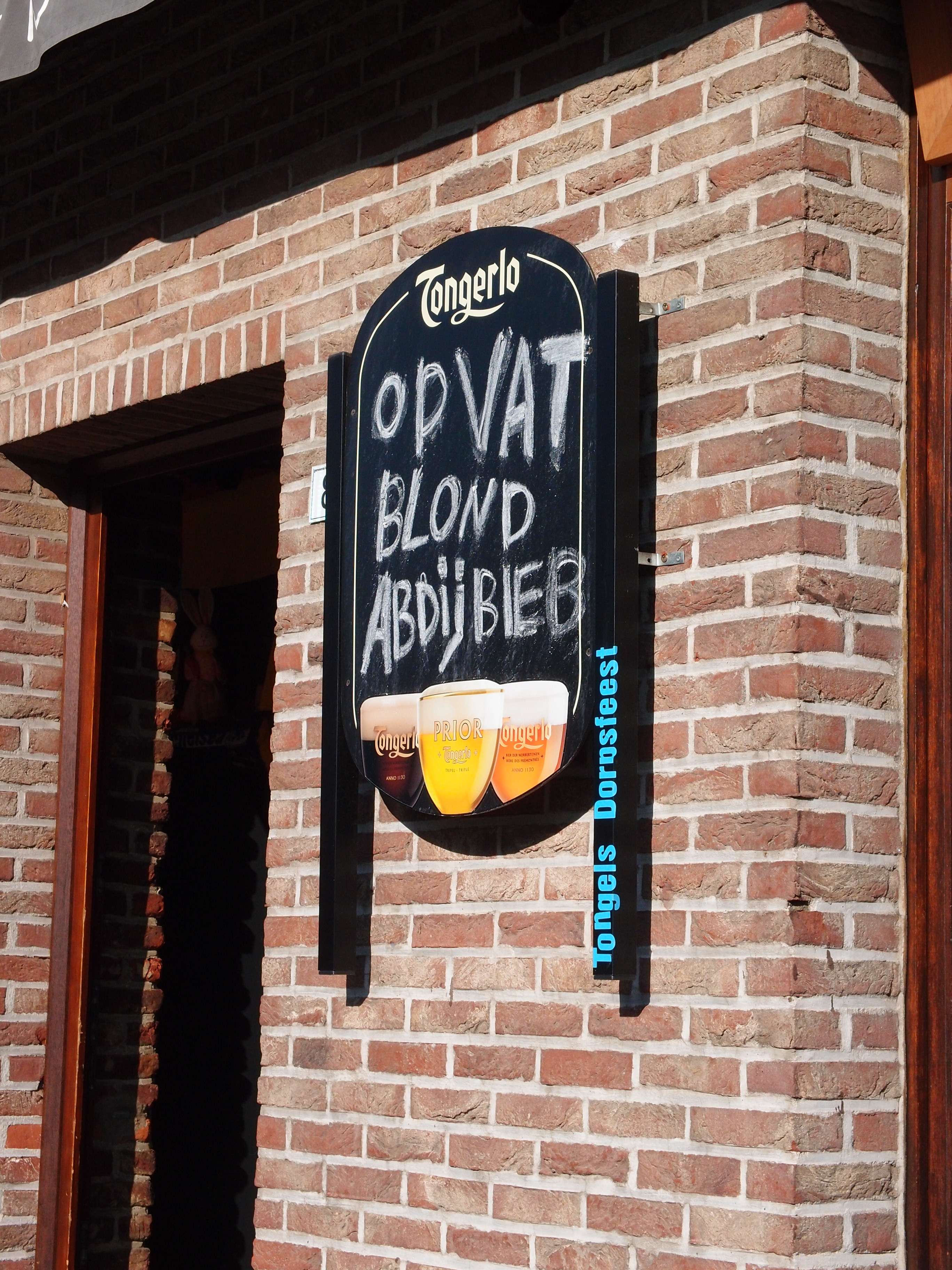
Tongerlo-Außenwerbung
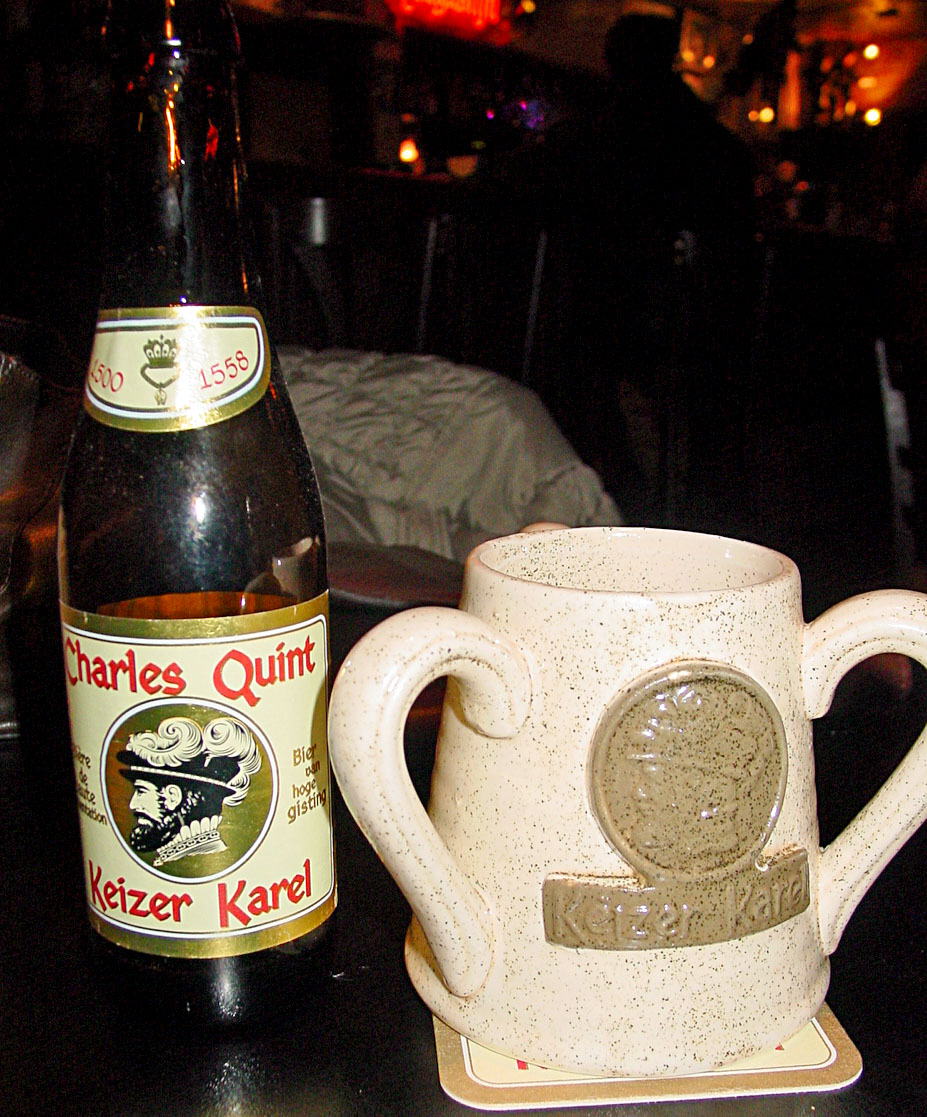
Keizer Karel/Charles Quint
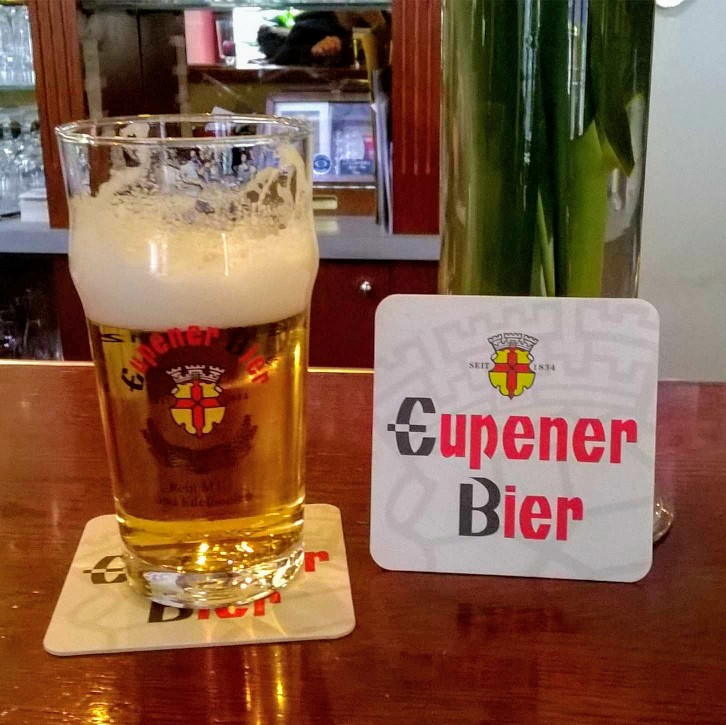
Eupener